# Leitgewebe
Leitgewebe bezeichnet in der Botanik zusammenfassend die für den Wasser-, Nährstoff- und Assimilattransport in der Pflanze zuständigen Gewebe Xylem und Phloem.
Das Leitgewebe findet sich in Wurzeln, Sprossachsen und Blättern und ist dort in so genannten Leitbündeln organisiert. Dort ist es häufig von Sklerenchym- und Endodermisgewebe ringförmig umgeben. Das Leitgewebe wird auch von Pathogenen wie Viren oder Bakterien zur Verbreitung in der Pflanze genutzt.
Durch den Saftstrom in den Bahnen entsteht ein Rauschen.